# بیلی کویل (بازیکن فوتبال)
بیلی کویل (انگلیسی: Billy Coyle; ۲۴ اکتبر ۱۹۲۶ – مه ۲۰۱۱ (۸۴ ساله)) بازیکن فوتبال اهل بریتانیا بود.
از باشگاه‌هایی که در آن بازی کرده‌است می‌توان به باشگاه فوتبال دارلینگتون اشاره کرد.